# Walter Ott
Walter Ott (* 1. November 1928 in Aalen; † 8. Dezember 2014 in Buttenhausen) war ein deutscher Heimatforscher.

## Leben

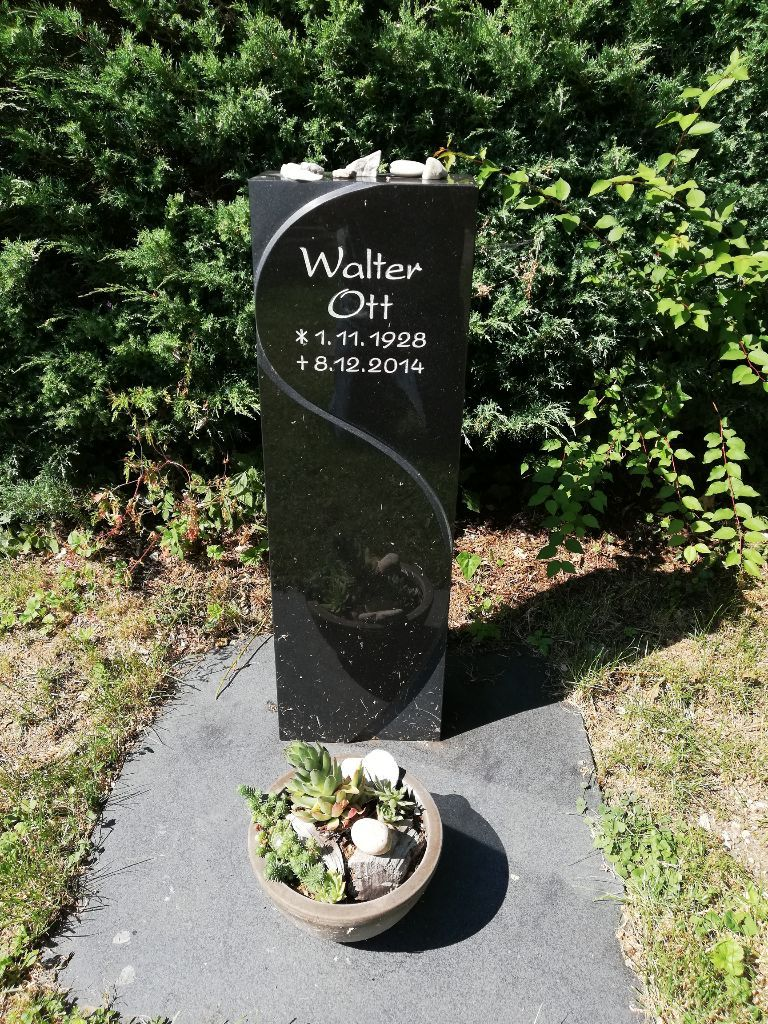
Grabstein von Walter Ott auf dem Friedhof in Münsingen (Württemberg)

Walter Ott wurde im November 1928 als Sohn eines Bahnarbeiters in Aalen geboren. Ott war Mitglied der Hitlerjugend und machte während des Zweiten Weltkriegs eine landwirtschaftliche Ausbildung. Er arbeitete als Wehrbauer im Warthegau in Polen und erlebte, wie unwürdig Kriegsgefangene behandelt wurden. 1946 zog er von Stuttgart nach Buttenhausen und arbeitete dort im Bruderhaus, dem späteren Landheim. Hier lernte er auch seine spätere Frau kennen. Walter Ott starb im Dezember 2014 im Alter von 86 in Buttenhausen. Er war mit Anneliese Ott geb. Haug verheiratet und hatte fünf Kinder.

## Jüdische Geschichte in Buttenhausen
Schon 1956 fand Ott auf dem Dachboden eines Nachbarhauses erste schriftliche Belege für die einstige jüdische Gemeinde Buttenhausen, die seit 1787 bestanden hatte. Die letzten jüdischen Bürger des Dorfes wurden allerdings 1943 in die Konzentrationslager deportiert, darunter auch der letzte Rabbiner Naphtali Berlinger.
In Verbindung mit einem Umbau des Hauptgebäudes des Landheims, dem ehemaligen Schloss, fand Ott dann 1973 mehrere Kartons mit historischen Dokumenten. Unter den Dokumenten fanden sich etliche Belege zur 200-jährigen jüdischen Geschichte der Landgemeinde, darunter z. B. der „Judenschutzbrief“ des Reichsfreiherrn Philipp Friedrich von Liebenstein (1730–1799) anlässlich der Ansiedlung der ersten 25 jüdischen Familien im Jahr 1787. Beim Studium der Dokumente stieß Ott zudem auf die Namen der jüdischen Familien, die über Jahrhunderte in Buttenhausen gelebt und gearbeitet hatten. Da er auf seine Fragen im Ort keine befriedigenden Antworten erhielt und sogar vereinzelt auf Widerstand stieß, machte er die Erinnerungsarbeit zu seiner ureigensten Sache. Ott sortierte und katalogisierte die in den Kisten und Kartons gefundenen Unterlagen und Dokumente und ergänzte sie durch Recherchen in den Archiven. Auf diese Weise entstand erstmals ein Archiv der jüdischen Geschichte von Buttenhausen.
Neben der Arbeit auf dem verlassenen jüdischen Friedhof sammelte Ott auch Familienzeugnisse und bemühte sich unermüdlich um Kontakt zu den Nachfahren der Buttenhausener Juden. Walter Ott baute zudem, in seiner knapp bemessenen Freizeit, seit Mitte der 1970er Jahre gemeinsam mit seinen Söhnen Heiner, Wolfgang und Reinhard den in der Reichspogromnacht 1938 zerstörten und seitdem verfallenen jüdischen Friedhof an der Mühlhalde wieder auf. Die Grabmale wurden gesäubert, wieder aufgerichtet und die Inschriften nachgezogen.
Im Jahr 1994 wurde fußend auf seiner Recherchearbeit und Sammeltätigkeit schließlich ein kleines Museum für die jüdische Geschichte und jüdisch-christliches Zusammenleben des Ortes eingerichtet, das in der Bernheimerschen Realschule untergebracht und im Jahr 2013 neu gestaltet wurde. Ott organisierte hier über Jahrzehnte Führungen für Schulklassen, für ehemalige Soldaten und andere Interessierte.
Walter Ott war auch kommunalpolitisch engagiert. Seit 1980 war er als Gemeinde- und Ortschaftsrat aktiv. Nach seinem Ausscheiden aus dem Münsinger Stadtrat 1994 war er für weitere fünf Jahre als Ortschaftsrat von Buttenhausen tätig.

## Ehrungen
- 1985: Bundesverdienstkreuz am Bande
- 1997: Otto-Hirsch-Medaille
- 2010: Obermayer German Jewish History Award